# Кермезін
Кермезін (перс. قرمزين) — село в Ірані, у дегестані Кугпає, у бахші Новбаран, шагрестані Саве остану Марказі. За даними перепису 2006 року, його населення становило 184 особи, що проживали у складі 82 сімей.

## Клімат
Середня річна температура становить 10,31 °C, середня максимальна – 29,59 °C, а середня мінімальна – -11,42 °C. Середня річна кількість опадів – 264 мм.
| Клімат поселення                              | Клімат поселення | Клімат поселення | Клімат поселення | Клімат поселення | Клімат поселення | Клімат поселення | Клімат поселення | Клімат поселення | Клімат поселення | Клімат поселення | Клімат поселення | Клімат поселення | Клімат поселення |
| Показник                                      | Січ.             | Лют.             | Бер.             | Квіт.            | Трав.            | Черв.            | Лип.             | Серп.            | Вер.             | Жовт.            | Лист.            | Груд.            |                  |
| Середній максимум, °C                         | 4,74             | 6,17             | 10,53            | 17,00            | 21,97            | 27,78            | 29,59            | 29,45            | 24,87            | 18,47            | 11,84            | 6,13             |                  |
| Середня температура, °C                       | −3,35            | −1,9             | 2,45             | 8,92             | 13,89            | 19,69            | 23,54            | 23,40            | 18,80            | 12,41            | 5,78             | 0,06             |                  |
| Середній мінімум, °C                          | −11,42           | −9,97            | −5,62            | 0,84             | 5,82             | 11,60            | 17,48            | 17,32            | 12,74            | 6,35             | −0,28            | −5,99            |                  |
| Норма опадів, мм                              | 34               | 35               | 49               | 41               | 34               | 5                | 2                | 1                | 0                | 10               | 21               | 32               |                  |
| Середньомісячна швидкість вітру, м/с          | 1.82             | 2.41             | 2.80             | 3.10             | 2.58             | 2.38             | 2.38             | 2.29             | 2.15             | 2.07             | 1.70             | 1.84             |                  |
| Середньомісячна сонячна радіація, кДж/м²·день | 8543             | 11386            | 14098            | 17777            | 21896            | 26567            | 25970            | 23612            | 20241            | 14703            | 10513            | 8431             |                  |
| --------------------------------------------- | ---------------- | ---------------- | ---------------- | ---------------- | ---------------- | ---------------- | ---------------- | ---------------- | ---------------- | ---------------- | ---------------- | ---------------- | ---------------- |
| Джерело:                                      |                  |                  |                  |                  |                  |                  |                  |                  |                  |                  |                  |                  |                  |